# Thysanina
Thysanina is een geslacht van spinnen uit de familie Trachelidae.

## Soorten
- Thysanina absolvo Lyle & Haddad, 2006
- Thysanina capensis Lyle & Haddad, 2006
- Thysanina gracilis Lyle & Haddad, 2006
- Thysanina serica Simon, 1910
- Thysanina similis Lyle & Haddad, 2006
- Thysanina transversa Lyle & Haddad, 2006